# Дранси
Дранси (фр. Drancy) — коммуна во Франции, находящаяся в регионе Иль-де-Франс. Расположен в 10,8 километра от центра Парижа.

## История
Заселение этих мест человеком относится ко временам неолита. Современный Дранси появился в галло-римскую эпоху под названием Terentiacum (по имени землевладельца Теренция). В XVI-XVII веках земли принадлежали семье Сегье, которая выстроила на них замок. В XIX веке бароном де Ладусет был разбит парк. 
В годы Второй мировой войны нацисты устроили в Дранси лагерь для евреев и цыган, в котором умер известный писатель Макс Жакоб. Ныне в память о лагере установлен мемориал.

## Персоналии
- Ниль, Морис (1919—2001) — мэр города с 1959 по 1997 годов, семь раз переизбирался на этот пост, участник движения сопротивления в годы второй мировой войны. Член Французской коммунистической партии.

## Города-побратимы
- Айзенхюттенштадт
- Люберцы